# Alconchel (kommunhuvudort)
Alconchel är en kommunhuvudort i Spanien.   Den ligger i provinsen Provincia de Badajoz och regionen Extremadura, i den sydvästra delen av landet, 400 km sydväst om huvudstaden Madrid. Alconchel ligger 283 meter över havet och antalet invånare är 1 980.
Terrängen runt Alconchel är lite kuperad, och sluttar västerut. Runt Alconchel är det glesbefolkat, med 13 invånare per kvadratkilometer. Närmaste större samhälle är Valverde de Leganés, 18,9 km norr om Alconchel. Trakten runt Alconchel består till största delen av jordbruksmark.